# Лезерешть (Олт)
Лезерешть, Лезерешті (рум. Lăzărești) — село у повіті Олт в Румунії. Входить до складу комуни Берешть.
Село розташоване на відстані 120 км на захід від Бухареста, 38 км на північний схід від Слатіни, 78 км на північний схід від Крайови, 129 км на південний захід від Брашова.

## Населення
За даними перепису населення 2002 року у селі проживали 170 осіб, усі — румуни. Усі жителі села рідною мовою назвали румунську.